# Coelops robinsoni
Coelops robinsoni — вид кажанів родини Hipposideridae.

## Середовище проживання
Країни поширення: Індонезія, Малайзія. Вид лаштує сідала в печерах і знаходиться в первинному і вторинному лісі.

## Загрози та охорона
Вид, швидше за все, страждає від збезлісення в багатьох частинах ареалу через лісозаготівлю, розширення сільського господарства і плантацій, і пожежі. Цей вид, як відомо, проживає в англ. Krau Wildlife Reserve.